# 合成大西瓜
《合成大西瓜》是北京米兜科技有限公司旗下品牌微伞游戏制作的一款线上小游戏，正式发布于2021年1月22日。
游戏的玩法主要涉及玩家从游戏画面的顶端放入水果，同种水果相互接触时可以融合合成更大的水果，并取得分数。玩家的目标是在堆积的水果不超出指定高度的前提下，合成出西瓜、取得高分。
原版的《合成大西瓜》在2021年初推出之时便在中国大陆流行，但不久后便陷入广告诈骗的漩涡，热度昙花一现。百度日本子公司Aladdin X仿照本作制作了《西瓜遊戲》，結果全球爆红。

## 玩法

《合成大西瓜》游戏截图，右上角的礼物盒图标成为本作遭质疑广告诈骗的导火索。

《合成大西瓜》同时包含了《2048》“合成方块”和《俄罗斯方块》“随机掉落”的元素，即每次从屏幕上方掉落一个随机样式的水果，相同样式的水果碰撞在一起会合成一个更大的水果，直到合成一个西瓜。游戏会划定一个高度，玩家在屏幕上堆积的水果高度不得超出该指定高度，否则游戏结束。当画面上两个相同的水果碰撞时，这两个水果将会消失并原地生成一个更大的新水果，同时玩家会获得分数。玩家的目标是最终合成出游戏中最大的水果——西瓜，并且尽可能获得高分。与下落式游戏俄罗斯方块不同，游戏不对玩家选择水果落点的过程施加时间限制，但是游戏模拟真实物理重力——所有水果均为圆形，在重力的影响下会碰撞、滚动，最终偏离玩家预定的落点。水果融合生成更大的水果可能会挤压其他不参与融合的水果，如果这些水果被挤出红线，游戏亦会结束。
游戏的合成链条上一共有11种水果，水果从葡萄粒开始，依次合成为樱桃、橘子、柠檬、奇异果、番茄、桃子、鳳梨、椰子、半个西瓜，最终合成完整的大西瓜。

## 影响与评价
本作上线之后几乎立刻在中国大陆爆红，当时在新浪微博的关联话题点击数达到了14亿次、玩家突破4000万。中国科学院协办的科普中国网站发文指出，本作极其容易快速上手、存在分数奖励机制、鼓励玩家分享分数进行攀比、水果出现具有随机性、合成水果时候的音效令人感到解压，这些要素皆让本作非常容易让玩家上瘾。
然而，本作很快陷入了广告诈骗的质疑声当中。2021年2月，媒体报道指出有网友反映称点击游戏页面中的抽奖页面会抽中“100元手机话费券”，但需要再支付19.9元领取，网友支付后却既无法退款也无法领取，甚至要求使用者提供自己的个人信息。该事件可能已涉及超过166万人，金额超3000万元。

## 衍生作品

### 西瓜遊戲
在本作推出爆红的同年，百度日本的子公司popIn仿照本作，为自家的投影機制作了一款內建游戏。在获得了客户的好评之后，popIn（现Aladdin X）在2021年底将仿制的游戏移植到任天堂Switch平台上，取名为《西瓜遊戲》。《西瓜遊戲》两年后于全球范围内爆红，此时的《合成大西瓜》几乎已被遗忘。

### 合成小芝麻
玩法与合成大西瓜类似，但越合成越小，最高级别的是小芝麻。